# Елизавета Фен
Елизавета Фен (англ. Elisaveta Fen), настоящее имя Лидия Джексон, урождённая Лидия Витальевна Жибуртович (1899, Российская империя — 8 ноября 1983, Великобритания) — британская переводчица русской литературы на английский язык, мемуаристка, писательница, психолог.

## Биография
Родилась в России в семье чиновника, училась в ЛГУ, эмигрировала в Великобританию в 1925 году. В том же году она вышла замуж за Мередита Джексона, преподавателя права в Кембриджском университете. Работала журналисткой и переводила русскую литературу на английский язык (произведения Тургенева, Чехова, Зощенко, Шварца, Бондарева). Известна как лучший переводчик пьес Чехова на английский язык. Её переводы до сих пор используются в постановках британских театров.
Была подругой первой жены писателя Джорджа Оруэлла Айлин О’Шонесси. В какой-то момент у Лидии с Оруэллом появилась взаимная симпатия. Доподлинно неизвестно, что было между ними, но Лидия отвечала на его объятия и поцелуи, правда, якобы делала это лишь из сочувствия.
Занималась также детской психологией и психотерапией, опубликовала три книги по психологии, получила степень доктора философии по психологии в Оксфордском университете в 1949 году.
Под псевдонимом «Елизавета Фен» написала мемуары A Russian childhood, A girl grew up in Russia, Remember Russia 1915—1925, A Russian England. Написала также романы All thy waves(1977), Spring Floods (1979), The Ebb (1981).